# Gmina Goniądz
Die Gmina Goniądz ist eine Stadt-und-Land-Gemeinde im Powiat Moniecki der Woiwodschaft Podlachien in Polen. Ihr Sitz ist die gleichnamige Stadt (deutsch Gonionds) mit etwa 1800 Einwohnern.

## Gliederung
Die Stadt-und-Land-Gemeinde Goniądz hat eine Fläche von 376,68 km² auf der im Jahr 2016 etwa 5000 Menschen wohnten.
Zur Gemeinde gehören mit der namensgebenden Stadt 28 Schulzenämter: Białosuknia, Budne, Budne-Żarnowo, Dawidowizna, Doły, Downary, Goniądz, Klewianka, Kramkówka Duża, Kramkówka Mała, Krzecze, Łazy, Mierkienniki, Olszowa Droga, Osowiec, Osowiec-Twierdza, Owieczki, Piwowary, Płochowo, Smogorówka Dolistowska, Smogorówka Goniądzka, Szafranki, Uścianek, Wojtówstwo, Wólka Piaseczna und Wroceń.

## Verkehr
Die Stadt liegt an der Woiwodschaftsstraße 670 (DW 670), die fünf Kilometer westlich von Goniądz von der Landesstraße 65 (DK 65) abzweigt. Etwa 25 Kilometer östlich von Goniądz kreuzt die DW 670 bei Suchowola die Europastraße 67 (DK 8).
Südlich der Stadt liegt der Haltepunkt Goniądz an der Bahnstrecke Głomno–Białystok, der Bahnhof Osowiec liegt im Gemeindeteil Osowiec-Twierdza. Der nächste internationale Flughafen ist der Frédéric-Chopin-Flughafen Warschau in 190 Kilometer Entfernung.

## Persönlichkeiten
- Szymon Budny (1530–1593), Humanist, Bibelübersetzer und Vertreter des Unitarismus; geboren in Budne.